# Rest Haven
Rest Haven – miasto w Stanach Zjednoczonych, w stanie Georgia, w hrabstwie Hall. Jest jedną z najmniejszych miejscowości (45 osób w 2023 r.) całego stanu Georgia.